# Zoom (cómic)
Hunter Zolomon, también conocido como Zoom, es un supervillano ficticio que aparece en los cómics publicados por DC Comics. El segundo personaje que asume el manto de Flash Reverso, sirve como el archienemigo de Wally West.
En 2009, IGN clasificó a Zoom como el 37.º villano de cómics más grande de todos los tiempos. El personaje hizo su debut de acción en vivo en la serie de televisión de The CW, The Flash, interpretado por Teddy Sears con la voz de Tony Todd.

## Historial de publicaciones
Creado por Geoff Johns y Scott Kolins, Hunter Zolomon hizo su debut en The Flash: Secret Files & Origins # 3 en noviembre de 2001. Apareció por primera vez como Zoom en The Flash (vol. 2) # 197 en junio de 2003.

## Biografía

### Origen y transformación en Zoom
Hunter Zolomon tenía una relación problemática con sus padres, quienes rara vez hablaban entre ellos o con él. El día que Hunter debía irse a la universidad, su padre (un asesino en serie que asesinó a seis niñas) había matado a su madre antes de ser abatido por la policía después de negarse a rendirse. Después de este incidente, Hunter se obsesionó con comprender la mente criminal y pasó a estudiar criminología y psicología en la universidad. Más tarde se unió a la Oficina Federal de Investigaciones (F.B.I.) con su novia Ashley, con quien pronto se casó. Los dos se especializaron en aprehender a criminales disfrazados de bajo nivel hasta que Hunter causó inadvertidamente la muerte del padre de Ashley; Hunter había creído erróneamente que un criminal al que perseguían era incapaz de usar un arma. El caso también lo dejó con una rodilla dañada, lo que lo obligó a usar un bastón para caminar. Abandonado por Ashley y despedido por el FBI, Hunter se mudó a Keystone City y se convirtió en un perfilador en el Departamento de Hostilidades Metahumanas de la policía. Hunter pronto se hizo amigo de Flash (Wally West) ya que su conocimiento fue fundamental para resolver una serie de casos, aunque a Hunter le molestaba estar atrapado detrás de un escritorio.
Hunter resultó gravemente herido durante un ataque de Gorilla Grodd en la Penitenciaría Iron Heights y quedó paralizado de cintura para abajo. Le rogó a Wally que usara la cinta de correr cósmica que viaja en el tiempo en el Museo de Flash para evitar que la serie de tragedias en su vida ocurriera. Pero Wally se negó, no quería arriesgarse a dañar la corriente temporal y así romper su amistad. Hunter luego irrumpió en el museo e intentó usar la cinta de correr cósmica él mismo. La explosión resultante curó la parálisis de Hunter y cambió su conexión con el tiempo; ahora tenía la capacidad de alterar su marco de tiempo personal, otorgándole súper velocidad.
Hunter llegó a la conclusión de que la negativa de Wally a ayudar se debía a que nunca había sufrido una tragedia personal a diferencia de Barry Allen. Hunter se convirtió en el supervillano "Zoom" (también conocido como el segundo "Flash Reverso") para traer tragedia a la vida de Wally, creyendo que esta era la única forma de hacer de Flash un mejor héroe. Durante un intento de matar a la embarazada Linda Park, Zoom creó una onda de choque eléctrico que hizo que Linda abortara a sus gemelos. Wally luego obligó a Zoom a una anomalía temporal; Hunter quedó en coma y se vio obligado a revivir repetidamente la muerte de su suegro.
Ashley, la esposa separada de Zolomon, lo reemplazó como perfiladora en el departamento de policía e intentó comunicarse con él. Cuando Ashley fue hospitalizada después de un accidente automovilístico, Zoom se despertó de su coma preocupado.

### Rouges War
Zoom es liberado del encarcelamiento por Cheetah (Dra. Barbara Minerva), que busca reclutarlo en la creciente Sociedad Secreta de Super-Villanos. Aunque los dos comparten una atracción y un romance menor, Zoom todavía se considera casado con Ashley.
Zoom se infiltra en la guerra de Renegados entre los villanos del Capitán Frío, los villanos reformados del Trickster y los villanos con lavado de cerebro de Top. Después de llevar a Ashley fuera del peligro a la casa de Linda, Zoom regresa al frente de batalla para enviar al Capitán Frío, quien cree que está perdiendo el tiempo de Flash. Mientras Wally y Kid Flash (Bart Allen) intentan contener la batalla, Zoom amenaza con romperle el cuello a Bart de una manera que recuerda lo que Barry le había hecho a Eobard Thawne (el Profesor Zoom, también conocido como el Flash Reverso original). Sin embargo, antes de que Zoom pueda matar a Kid Flash, Thawne llega a una cinta de correr cósmica con Jay Garrick encadenado al frente.
Se produce una batalla entre los tres Flashes y los dos Zooms. Zolomon y Thawne capturan a Wally y se suben a la cinta. Hunter luego obliga a Wally a experimentar repetidamente su primera pelea en la que Linda resultó gravemente herida, sintiendo que West debería enfocarse en los sentimientos de dolor y pérdida para convertirse en un mejor héroe. Sin embargo, Barry llega en su propia cinta de correr cósmica en busca de Thawne. Posteriormente, Barry salva a Wally y devuelve a Thawne al lugar apropiado del predecesor en la línea de tiempo. Zoom enfurecido luego comienza a correr alrededor del mundo, ganando velocidad para chocar y matar a Linda. Wally alcanza a Zoom y lo empuja, haciendo que el villano caiga hacia adelante en el boom sónico que él mismo usó para matar a los gemelos de Linda, creando así una "fisura en el tiempo" que restaura el embarazo de Linda. Wally agarra a Zoom y usa la caminadora para regresar al presente. Zoom reconoce su maltrato a Wally y se disculpa brevemente antes de deslizarse en la corriente temporal. Más tarde es visto como una figura fantasmal que se disculpa con Ashley.
Zoom regresa durante el evento "Crisis infinita" como el principal velocista de la Sociedad Secreta de Supervillanos. Sirve como miembro de la fuerza de ataque de la Sociedad, dejando cicatrices en Damage con golpes superveloces y masacrando a los Combatientes de la Libertad.

### Un año después
Zoom aparece más tarde en el saqueo de Roma; se desconoce si viajó él mismo a este período de tiempo o si quedó varado allí después de su último encuentro con Wally. La abuela de Bart le pide a Zoom que lo ayude a proteger a Bart de una tragedia tramada por el villano Inercia. También es perseguido por la Liga de la Justicia que busca localizar a Sinestro después de que Batman y Green Lantern se enteran de la existencia de Sinestro Corps. Zoom es perseguido por la Sociedad de la Justicia de América a Atlanta. Damage, en busca de venganza contra Zoom, toma al villano como rehén durante una pelea hasta estar boca abajo por Liberty Belle. Decepcionado porque Damage no está "mejorando", Zoom lanza una tubería afilada para matar Damage. Liberty Belle usa supervelocidad para atraparlo y arrojarlo hacia atrás, dejando a Zoom inconsciente. Zoom más tarde se convierte en miembro de la Sociedad Secreta de Supervillanos de Libra.

### Ultimate Crisis
En Final Crisis: Rogues 'Revenge, Zoom libera a Inercia de la parálisis infligida por Wally, con la esperanza de convertir la Inercia en un aprendiz al enseñar cómo "mejorar" tanto su propia vida como la de los demás infligiendo tragedias. Kid Zoom aprende esta lección demasiado bien y finalmente traiciona a los Renegados de Flash y al propio Zoom, revelando su propio deseo de hacer sufrir a los héroes, mientras que Zoom quería que superaran su dolor. Inercia luego usa los poderes de manipulación de la corriente temporal de su mentor contra él, desentrañando la línea de tiempo de Zoom y devolviéndolo al Zolomon lisiado e impotente.

### The Flash: Rebirth
Hunter se acerca al Thawne resucitado y encarcelado en la Penitenciaría de Iron Heights, y le dice que pueden ayudarse mutuamente para ser mejores.

### DC: Renacimiento
En el relanzamiento de DC: Renacimiento, cuando Iris West aparentemente mata a Eobard en el siglo 25, una figura encapuchada envía a los Renegados al pasado para arrestar a Iris. Luego se revela que el hombre encapuchado es Zolomon y proclama que la única forma de hacer que los Flashes sean mejores héroes es enfrentarlos en una guerra en la que experimentarán una tragedia. Zolomon reflexiona que ve a Wally como el 'verdadero' Flash, reflejando que la capacidad de Barry para aceptar la muerte es la diferencia crucial entre Barry y Wally como Flash (sintiendo que Wally entra en situaciones determinadas a sobrevivir) y reflexionando que esta diferencia así es como provocará su guerra planeada.
Más tarde se revela que Thawne trajo a Zolomon al siglo veinticinco como parte de la sugerencia previa de Zolomon de que podrían ayudarse mutuamente a ser mejores, los dos manipulando a los Renegados y acordando la necesidad de que los Flashes adoptaran un enfoque diferente, pero ellos pronto se separaron porque Thawne sintió que, al final, Zolomon todavía tenía fe en que los Flashes podrían ser lo que él imaginaba que eran, mientras que Thawne había renunciado a esa idea. Después de la 'muerte' de Thawne, Zolomon finalmente acepta las ideas de Thawne, regresando a su apariencia como Zoom y proclamando que provocará a los Flashes a la guerra si no cooperan con su visión. Posteriormente atrae a Wally hacia él, alegando que ha perdido sus poderes y recuperado la cordura, y provoca los recuerdos de Wally sobre los niños perdidos, convenciendo a Wally de que la Fuerza de Velocidad debe ser sacrificada para liberar a los otros velocistas, incluidos los hijos de Flash, Impulso y Max Mercury, que están atrapados dentro de él, lo que provoca que Barry y Wally luchen entre sí debido a sus puntos de vista contradictorios sobre el 'consejo' de Hunter. La situación se intensifica cuando el conflicto de Barry y Wally rompe la Fuerza de la Velocidad, lo que le permite a Hunter aprovechar las energías de otras fuerzas, incluidas las que él denomina Fuerza de fuerza y Fuerza de sabio, mejorando su fuerza física y su conocimiento- pero cuando intenta usar estos poderes para configurar la historia según su propio diseño, los Flashes lo persiguen y se pierde cuando rompe la Speed Force, dejando su ubicación desconocida e imposibilitando el viaje en el tiempo para los Flashes y otros héroes o villanos.

### Muerte a la Fuerza de Velocidad
Después de masacrar a todos los Flashes en el multiverso y aterrorizar a Ciudad Gorila, comenzó a buscar al usuario de Still Force. Después de robar la Still Force, Hunter le revela a Barry que las fuerzas combinadas crean una fuerza completamente nueva llamada Forever Force, lo que le permite ver todo el tiempo y el espacio. Barry lo persigue, junto con Black Flash que sigue su rastro, con la intención de purgar a las otras Fuerzas de la Speed Force. Hunter proclama que su objetivo es matar a Black Flash, ya que dice que su destino es matar a la "muerte misma" después de todas las tragedias de su vida. Barry luego le muestra a Hunter un fragmento de memoria en Forever Force, explicando que investigó el caso de Hunter sobre el padre de Ashley, descubriendo que Eobard Thawne jugó un papel en el asesinato al darle al Payaso un arma antes de la confrontación final. Angustiado por esta revelación, Hunter comienza a reducir la velocidad. Barry le recuerda a Hunter que rompió la barrera de la Fuerza al usarlo a él y a Wally, por lo que también deben encontrar una manera de reparar la barrera para regresar y resolver el misterio de la participación de Thawne. Hunter siente remordimiento por toda la tragedia que le infligió a Wally, su mejor amigo, y en contra de las súplicas de Barry, renuncia a arreglar la barrera sacrificándose como expiación, debido a que actualmente ejerce el poder de las cuatro Fuerzas. Expresa el deseo de que las cosas pudieran haber sido diferentes, pero luego comenta que salvar el día es lo que hace Flashes. Después de decirle a Barry que le diga a Wally que desearía que los dos pudieran haber seguido siendo amigos, su plan funciona, y Black Flash también es desterrado a Forever Force.

## Poderes y habilidades
Mientras que la mayoría de los velocistas del Universo DC obtienen sus poderes de Fuerza de la Velocidad, Hunter Zolomon tiene la capacidad de alterar el tiempo en relación con él mismo, manipulando la velocidad a la que el tiempo fluye a su alrededor. Con cada paso que da, usa el viaje en el tiempo para controlar su línea de tiempo personal; lo ralentiza para moverse más rápido y lo acelera para moverse más lento, permitiendo efectivamente que Hunter corra a "velocidades sobrehumanas". También puede crear poderosos estallidos sónicos y ondas de choque eléctricas chasqueando los dedos, y es capaz de otorgar una forma de "supervelocidad" a otros seres dándoles la capacidad de controlar sus líneas de tiempo relativas a través de sí mismo (Zoom puede cerrar esta conexión a voluntad). Debido a su percepción más lenta del tiempo, la fuerza y los atributos físicos de Zolomon se han elevado a niveles sobrehumanos, lo que le permite reaccionar sin esfuerzo al peligro y ser capaz de resistir los golpes de los velocistas sin sufrir lesiones graves. La naturaleza temporal de los poderes de Zoom hace que no se vea afectado por los problemas y obstáculos habituales que encuentran otros velocistas, como la fricción y la percepción al moverse a velocidades elevadas.
Hunter posee una mente aguda, ya que una vez fue un investigador especializado en el estudio de la criminología y la psicología. Zolomon es también un experto en muchas formas de combate cuerpo a cuerpo, incluyendo las artes marciales forman Taekwondo, y un corredor de campo a través del basculador ávido y aun antes de obtener poderes metahumanos.

## En otros medios

### Televisión
- Zoom se menciona en Liga de la Justicia Ilimitada, con la voz de Michael Rosenbaum. En el episodio "Divided We Fall", una fusión de Brainiac y Lex Luthor crea androides robóticos de los Amos de la Justicia para combatir a la Liga de la Justicia; el androide Zoom-esque (basado libremente en Hunter Zolomon) lucha contra Flash.

#### Arrowverso

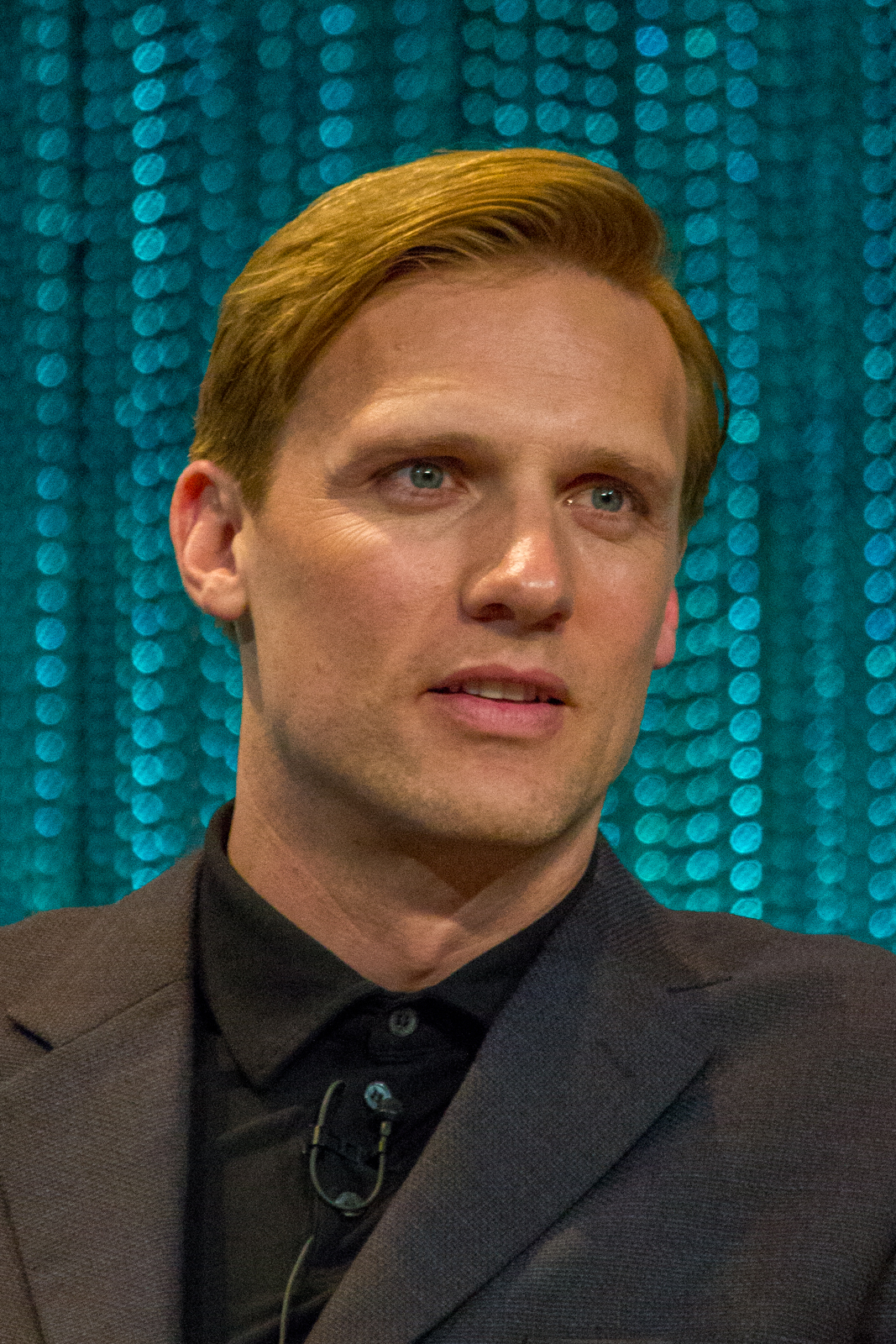
Teddy Sears personaliza a Zoom en la serie The Flash (2014).

- Teddy Sears retrata las encarnaciones de Hunter Zolomon tanto en la Tierra-1 como en la Tierra-2 en la serie de acción en vivo de 2014 The Flash, la última de las cuales es el villano Zoom y sirve como el principal antagonista de la segunda temporada. Tony Todd proporciona la voz disfrazada del personaje, Ryan Handley interpreta la interpretación inicial de Zoom, y Octavian Kaul interpreta la representación del niño Hunter en flashbacks. Esta versión se representa como un velocista de Tierra-2 que produce un rayo azul mientras corre y usa un traje de cuero completamente negro con guantes con garras y una máscara demoníaca que se asemeja a una restricción facial, mientras que simultáneamente se hace pasar por Jay Garrick / The Flash. Hunter se vio obligado cuando era niño a ver a su padre asesinar a su madre y este evento traumático lo convirtió en un asesino en serie años más tarde antes de ser capturado y enviado a un manicomio. Cuando en S.T.A.R. Labs de Harry Wells, el acelerador de partículas explotó cuando Hunter estaba siendo electrocutado, la materia oscura liberada le dio supervelocidad. Adoptando el apodo de supervillano Zoom, Hunter usó sus poderes de velocista para subyugar a la Tierra-2, y aumentó aún más su velocidad creando un suero de velocidad. Aunque lo suficientemente rápido para viajar a través del tiempo y cruzar universos paralelos, Zolomon estaba muriendo lentamente, lo que lo obligó a desviar la energía Fuerza de la Velocidad de otros velocistas para sobrevivir. En algún momento, Zolomon decidió actuar públicamente como el Destello de Tierra-2 para dar a la gente de cualquier Tierra una falsa sensación de esperanza después de capturar a Jay Garrick de Tierra-3. Zoom procede a enviar numerosos metahumanos de la Tierra-2 para desafiar a Barry Allen mientras se presenta como el Flash de la Tierra-2 al Equipo Flash para empujar al Destello de la Tierra-1 para que sea más rápido. Para evitar sospechas, Hunter usa copias de sí mismo que quedan en el tiempo para asegurarse de que Zoom y "Jay" se vean en dos lugares diferentes al mismo tiempo. Sin embargo, su romance con Caitlin Snow lo obliga a revelar su doppelgänger Tierra-1 no metahumano, lo que lleva al Equipo Flash a aprender sobre su identidad. Zolomon finalmente se cura de su aflicción cuando roba la velocidad de Barry después de tomar como rehén a Wally West, aunque los poderes de su némesis se restauran al ingresar a la Fuerza de la Velocidad. Después de matar a Henry Allen, Zolomon intenta destruir todos los mundos del Multiverso (a excepción de Tierra-1 para que él gobierne) pero es derrotado cuando Barry destruye su máquina, y los Time Wraiths lo transforman en Grim Reaper-esque Black Flash antes de arrastrarlo fuera de la realidad por la corrupción de Fuerza de la Velocidad. En la tercera temporada, Black Flash persigue a Savitar, pero Killer Frost lo congela y lo destroza antes de que pueda borrar a Savitar de la existencia. En la quinta temporada, Zolomon tiene un cameo cuando Barry y Nora West-Allen viajan en el tiempo a la segunda temporada.

- - Black Flash también aparece en la segunda temporada de Legends of Tomorrow.[27][28] Capaz de detectar velocistas activos, persigue una aberración temporal de Eobard Thawne / Reverse-Flash, y finalmente logra borrar a su objetivo de la existencia.
  - Hunter Zolomon se menciona en la sexta temporada de Arrow. Black Siren (quien fue traído a Tierra-1 por Zoom) compara a Richardo Diaz con él.

### Videojuegos
- Zoom aparece como el jefe de cuarto nivel en Justice League Heroes: The Flash.
- Zoom aparece en DC Universe Online, con la voz de Robert Dieke.
- La versión Hunter Zolomon de Zoom de la serie Flash TV aparece en Lego DC Super-Villains, como parte del "paquete de contenido descargable DC TV Super-Villains".